# 異世界転移、地雷付き。
『異世界転移、地雷付き。』（いせかいてんい じらいつき）は、いつきみずほによる日本のライトノベル。「小説家になろう」で2018年1月1日に連載開始され、ドラゴンノベルス（KADOKAWA）より書籍版が2019年2月から刊行されている。イラストは猫猫猫が担当している。2018年12月からは「カクヨム」でも公開されている。「次のヒット作はこれだ！ 新作ラノベ総選挙2019」新文芸・ブックス部門（ブックウォーカー）では5位を獲得。「ラノベ好き書店員大賞2020」単行本部門で4位を獲得。
メディアミックスとしてコミカライズされることになり、レルシーの作画によりKADOKAWAが新たに開設したウェブコミック配信サイト『少年エースplus』の初期ラインナップに含まれ、2019年7月の開設時に予告編を掲載後、同年10月より連載開始された。
2020年5月には、同作の書き下ろしショートストーリー『盃の花を飲み干して』がキミラノとカクヨムで無料公開されていた。

## あらすじ
修学旅行のバスでの移動で交通事故に遭い異世界の神であるアドヴァストリス(自称:邪神)により異世界転移することになる。その神は「チートはあるのか？ そんなものはありません！」といいつつ、それぞれのポイントに応じて気前よくスキルを創造して提供していく。喜んでスキルを選んでいくクラスメイトがいる反面、チートは無いの言葉に違わずそれらのスキルには地雷といえる落とし穴がついていたのである。幼馴染同志で集まった3人を中心に異世界での生活を満喫していく。
第一章 確立
クラスメイトとともに交通事故で死亡したので異世界に転移することになったナオは、邪神からスキルの選択を促される。一見よさそうなスキルに心躍らせつつ、「ヘルプ」のスキルが気になって選択すると、スキルによる追加の情報でスキルのデメリットが地雷であったことを知る。
異世界転移後に幼馴染の二人と再会し、選択したスキルを互いに確認するとともに、「命大事に！」「英雄なんて目指さない！」「堅実こそが一番の近道！」と今後の方針を話し合うのだった。
ラファンを活動拠点にすることにした3人は、簡単な仕事から始めてお金を貯めながら徐々に自らを鍛えスキルを充実させていくとともに装備を充実させていくことにする。干したディンドルの実と干し肉である程度の財を貯めたところで、他の仲間を探しに東の隣町であるサールスタットに出かけるのであった。その道中の途中で行き倒れていた若林を救い、ラファンへ行くことを薦めるのであった。
第二章 合流
サールスタットでは再び異世界の高い物価とまずい食事という洗礼を受けることになった。それでも宿屋『川風』で夕紀と那月に再会、5人でパーティーを組むことにして、ラファンに帰るのだった。
ラファンに帰ってきたナオは、改めてラファンの街を調べてみることにする。そこで立ち寄った喫茶店風の食堂で自分と同じエルフのアエラと出会い相談を受ける。ナオ達が食堂の相談にのる一方で、アエラからはエルフ秘伝の家庭調味料を提供される。
生活が充実してくると、宿屋生活ではやりたいことに制限が発生するようになったので、パーティーで住む家を建てることにするのだった。
第三章 金策
いざ家を購入しようとなると必要となるのは、やはりお金。ディオラに相談しながら、マジックキノコの採取や、オークの討伐で資金を稼ぐことにした。新たなスキルを習得したり、マジックバッグを自作できるようになったりしたこともあり、戦力と狩りの効率は上がり、オークの群れを殲滅することになった。多少余裕が出てきた一行はサールスタットの北側にある渓流で釣行を楽しむのだった。
通常は薬草の採集やゴブリンの討伐ができるようになったぐらいのランク1 - 2の冒険者は、南の森での狩猟や護衛の仕事に就くというので、ナオ達は南の森に出かけた。そこで遭遇したのは低ランクの冒険者の現実であった。それなりに成果を上げていたナオ達にとって、かなり薄汚れ、汗まみれになっている無精髭が生えた高慢な元クラスメートの三人組に、関わるのが面倒に感じた。
第四章 足場固め
本拠地となる住宅が完成しささやかなパーティをした後、ナオ達は殲滅したオークの巣を念のため確認したのち、ギルドに成果を報告した。ギルドでは、その結果をもってランク4にランクアップするとともに、街に定住してくれる中堅の冒険者として歓迎された。
パーティーの今後の目標を話し合う中で、住環境の拡充と北の森で活動をすることになる。南の森が収入的に期待外れであるうえに、他のクラスメイトとの面倒を避けたかったからである。住環境の拡充では、調味料や各種薬品の充実、錬金術や生産系スキルを活かせる再生設備の拡充、風呂の整備などを行った。北の森では、銘木が高収入になると聞いて、新たな道具を用意して伐採した。
北の森で遭遇したアンデッドのモンスター対策を調べていくうちに、いくつかの情報が手に入る。聖水を求めて神殿に向かったナオは、神官に促されるままお布施をして祈るとアドヴァストリスから啓示を受ける。神官からは聖水の入手が困難であることを知る。他のメンバーの調査結果で、ケルグで新たな素材が手に入りそうなことがわかりケルグに出かけることに決める。一方で「サトミー聖女教団」の噂も聞くこととなった。
第五章 森の奥へ
ケルグでは、「サトミー聖女教団」による悪徳商法の実態を知ることになった。聖水の販売、聖水のおまけに握手券やら投票券、更にはガチャ的なクジまで行い、スキルで魅了して勢力を拡大していると推測された。社会不安の悪化傾向に眉を顰めるのであった。
ケルグで、資料の調査や買い物を終えたナオ達は、ギルドから、ケルグ - ラファン間に出没する冒険者崩れの盗賊の討伐を依頼された。ランク4でそこそこ高い能力があることと、ラファンに帰る予定があることが依頼の根拠だった。ラファンへの帰途で12名の盗賊に遭遇する。誰何の後先制攻撃して討伐したものの、討伐後にかつてのクラスメイトが含まれていることが分かり、後味が悪いものになった。
ラファンに戻った後、北の森野探索を再開したナオ達は、北西の森の奥にある洞窟の前にスケルトン・ナイトを含む50匹以上のアンデッドの群れに遭遇する。魔法で撃退した後で残された素材を回収しているうちに、その中に紋章が刻まれた白鉄製と思われる剣が含まれていることが分かる。ギルドに報告すると、剣にあった紋章は領主であるネーナス子爵家の紋章で、洞窟はミスリルの隠し鉱山の跡地であることが分かった。当時強引な開発を行っていたが、鉱山の視察に向かった領主とその息子が帰ってこないという事件が起きる。その後強いモンスターが大量発生して近づけなくなったということだ。ナオ達は、塩漬けになっていた依頼である「ネーナス子爵家の家宝の剣の回収」の依頼を受けることにする。
再び洞窟を探索し補給のため一旦戻ってきたナオ達は、ケルグの街がサトミー聖女教団関連の騒乱状態になっていることと、廃棄物処理のついでに作っていた肥料のあまりの効果の良さに代官から肥料関係技術の買取打診があったことをディオラから伝えられる。コンポストを代官に販売した際、パーティー名があった方がよいということで「明鏡止水」をパーティー名とした。
第六章 家族
ネーナス子爵家の家宝の剣を探しに再び洞窟に挑戦したナオ達は、洞窟内で宝箱を見つける。フィールドボスと思われるスケルトン・キングを斃すと目的の剣と思われるものを回収したのであった。宝箱があることと、ボスを斃すことでさらなる奥野領域が解放されたことから、その洞窟がダンジョンではないかと推測する。ギルドに依頼の結果を報告した後、ナオ達は、避暑を兼ねて水遊びに出かけるのだった。ギルドから狩りによる食料供給を依頼される。ケルグの状況が悪化しているらしく、ラファンへの食料供給が減っていた。
食料供給が一段落した後、再び洞窟に挑戦すると、罠に掛かり脱出できなくなってしまう。新たな食糧にすることが可能なモンスターの発見などもあったが、40日近い放浪の後、やっとダンジョンを脱出する。ダンジョンを攻略するなら本格的な準備が必要だと反省しつつ街に帰った。ギルドに報告に行くと、長期の行方不明から戻ったことをディオラが涙ながらに喜んだ。洞窟がダンジョンであったことを報告し、ダンジョンの名前を「避暑のダンジョン」と名付ける。ディオラからは、「サトミー聖女教団」が武力解体されたことが伝えられた。サトミーが「現人神」を名乗った時点で潮目が変わり、教団は武力で解体され、聖女サトミーが賞金首になったという。ケルグの件があったのでまだ送付していなかったネーナス子爵家の剣をギルドの依頼として自分たちでピニングの領主のところまでもっていかないかとディオラがナオ達に提案した。アエラに長期にわたる食肉提供の停止を詫びたうえで肉を提供した後に、レベルを確認しに神殿に参拝すると、孤児院に案内され、寄付をするとともに子供たちとひと時を過ごすのだった。
紛争の跡が痛々しいケルグについて良さそうな食堂に行くと、そこにはヤスエが夫ともに店を切り盛りしていた。スキルの弊害で苦労しつつもそれなりの幸福を掴んだことをナオ達は祝福した。紛争のために投げ売りしている本を買い求めた後、トーヤが行き倒れになっている獣人の姉妹を見つけた。せめて弔ってやろうとすると息がまだあり、トーヤが責任を持つというので、治療を施した。姉妹はメアリとミーティアといい、サトミー聖女教団にお金を貢いだ家主による放火で焼け出されたのだという。調べてみると親も亡くなっていた。責任を取ると言ったトーヤの小遣いだけでも二人を養えるというと、「お父さん言ってたの。お金を持ってる良い人がいたら、『やしなって』もらえって」といい、働くので養ってほしいと言われ、つれていくことにした。二人に必要な着替えなどを購入していると、聖女サトミーに声をかけられ、トーヤは彼女を気絶させて冒険者ギルドに突き出すのだった。
領都ピニングに着いた一行は、領主館に要件を告げると、しばらく待たされることになった。待っている合間にピクニックを兼ねてクエストを行い、その後、無事に商談を達成するのであった。ラファンに帰ったナオ達は、メアリとミーティアの歓迎会を開き、新しい家族として二人を迎えた。
第七章 ダンジョン
ナオ達はメアリとミーティアに留守番を任せると、ダンジョンの攻略を再開した。転移魔法が使えるようになったことから、転移ポイントを設置しながらの移動となった。4層まで攻略して宝箱を10個ほど見つけるも、大した収穫がなく、一度戻ることにする。ディオラから伝言があり、ギルドに行くと、以前見つけたペンダントの鑑定が終了しており、ナツキが使うことにするが、ナオに着けてもらおうとするも、ハルカが嫉妬してそれを許さずハルカがナツキに着けるという一幕があった。
5層ではゴブリン系の魔物が出て、武器を回収するとともに、宝箱からは宝珠が得られた。6層、7層、8層と肉が得られる魔物が出て、宝箱からは錫杖が得られた。9層、10層はアンデッド系の魔物が出て、魔物が臭い問題があってさっさと終わりにし、宝箱からはランプが得られた。11層には草原が広がっており時間がかかると予想して一旦戻ることにする。ダンジョンの様子をメアリとミーティアに話すと、冒険についていきたいと言い出したので、装備を整えてあげた上で訓練するように言い渡した。ギルドに行くとランプは『虫除けランプ』だったので庭で使うことにする。庭の柑橘と菜種の収穫し、菜種は菜種油に加工した。
8層まで転移して、そこから11層に向かった。11層では、草原にグラス・コヨーテの群れが徘徊していた。遠くに森が見えたので行ってみると、果物が収穫できた。12 - 14層は収穫できる果物の種類が違う程度で大差はなかった。15層にはストライク・オックスがいた。雄牛は狩って、牝牛は捕獲して乳を搾ることにする。乳を搾るとなれば、それなりの容器と道具が必要なので一旦戻ることにする。メアリとミーティアに取ってきた果物とミルクを提供した。分担して容器と道具を用意するのと並行して、ナツキがアイスクリームを作成した。
15層のボス部屋にはマードタウロスという二足歩行する牛が待ち構えていた。これを斃すと宝箱の中には白鉄製の両手剣が入っていた。16 - 19層は森野産物が果物がナッツ類に変わったぐらいで大差はなかった。20層では、進化種のレッド・ストライク・オックスが待ち受けていた。20層のボス部屋の前で一旦戻ることにする。ナッツを気に入ったメアリとミーティアは果物やナッツの収穫だけなら手伝えないかと言い出した。ディオラに果物をお裾分けして、ミルクを販売しようとすると、レッド・ストライク・オックスのミルクが貴族の間で精力剤的な人気があることが分かる。イシュカに常識的な育児としてメアリ達の年齢の子供を冒険者として鍛えることの是非を相談し、メアリ達を冒険に同行することにする。そんな中、ネーナス子爵からディオラに相談の手紙が届く。ダイアス男爵が結婚するのだという。ディオラは、贈り物としてレッド・ストライク・オックスのミルクを使うことを提案し、結婚式への使者の護衛には、ナオ達を派遣することを考え、謝礼に『避暑のダンジョン』の権利を譲渡することでコストを抑えることにした。交渉をまとめたディオラはナオ達に依頼を出した。
ナオ達はレッド・ストライク・オックスのミルクを採取に行き、まとまった収入を得たので、護衛の仕事の時期まで休暇を取ることにする。魚の補充とレジャーを兼ねて、メアリとミーティア、トミーを連れて魚釣りに行ったり、ミルクと魚をアエラに提供して料理を楽しんだりした。定期的に参拝してお布施をしているアドヴァストリス神殿で、新たなスキルを得るというイベントがあった。護衛依頼の期日が来たナオ達はピニングに出発した。
第八章 護衛依頼
ピニングに着いたナオ達は、レッド・ストライク・オックスのミルクを納品した。結婚式への使者には、ヨアヒム・ネーナスの長女であるイリアス・ネーナスが侍女のアーリンとケトラと領兵を伴っていくことになっていた。イリアスはメアリ達と同世代の少女だった。ナオ達は領兵の兵力を補って護衛することが仕事になる。領兵たちと訓練を共にする一方で、必要になる可能性があるからとイリアスに対する貴族の社交教育に付き合わされることになる。
行程は、ピニングからミジャーラの間が道が狭くあまり街道の整備されておらず、ミジャーラから目的地の領都クレヴィリーの間は街道の整備が行われているという。ナオ達が露払いすることで順調に旅を続けていたが、三日目には道幅の三分の一ほどもある穴が前方に出現し、身分不相応な武器で武装した盗賊に襲われた。結婚式への妨害が目的で参列者を減らして貴族の面目を貶めたかったようだ。ミジャーラに近づくとその外側にスラム街が広がっていた。ナオ達はこの世界の嫌な現実を理解するのだった。
クレヴィリーでは、新たな食材や新たな素材との出会いが待っていた。特にスパイスの類やコメを見つけたことはナオ達にとって僥倖だった。さっそく精米して食べてみるとともに、カレーに挑戦することを決意した。
ユピクリスア帝国の工作員が結婚式の妨害しているのではないかという情報が入った。結婚式場におけるイリアスの護衛を、エルフという見栄えもあって、ナオとハルカがするように依頼される。急遽、ナオの礼服とハルカのドレスが用意された。それとともにナオとハルカに社交の特訓が行われた。その中で、他の貴族からのナンパを防ぐ目的で、ナオとハルカがカップルとして行動することになる。
いよいよ結婚式当日。着飾ったハルカにナオは素直に綺麗だと思った。イリアスの後についてナオはハルカをエスコートした。結婚式が終わり、参列者の歓談が始まる。さっそく道中に襲われたことを指摘され、イリアスはナオ達を示して良い冒険者を確保していることを誇る。ダイアス男爵夫妻への挨拶を終えて、パーティーに出された料理を楽しんでいると、エルフを商品ぐらいにしか思っていない貴族がハルカに声をかけた。ハルカを愛人として引き抜こうとする貴族に対してナオは「彼女は私のパートナーです。近づかないで頂きたい。」とはっきりと断る。イリアスや他のエルフの貴族の助力でその場を切り抜けると、ハルカの美貌をほめる貴族に「既に決めておりますので」とハルカはお断りを告げた。パーティーから戻ったナオとハルカは、互いに自分の気持ちを告白して確認した。
無事にピニングに戻ってくると、ネーナス子爵から仕事を依頼される。聖女サトミーに逃げられた上に、連続して行方不明が発生しているので人手不足になっており、行方不明の調査を依頼したいということだった。ネーナス子爵の親族でもあるディオラからディンドルの採集を依頼されていたことを思い出し、ナオとハルカはトーヤ達と別れて行動することにする。
ラファンに戻ったナオとハルカは、ディオラに仕事報告をするとともに貴族の面倒さを嘆くのだった。ナオにディオラが粉をかけてきたことに、ハルカはナオに言質を取られるなと厳命するのだった。アエラを誘ってディンドルの収穫を済ませた。神殿に参拝するとイシュカに出会い、しばらく留守をしていたら庭が荒れたと嘆いたら、孤児院で草取りの仕事を請けたいと依頼される。きれいになった庭を確認して、ピニングに戻った。
一方、ピニングに残ったトーヤ達は行方不明者の調査を開始する。結局、明確な進展がないまま、ナオ達が合流することになった。ギルドに行くと既にグッズという冒険者が類似の案件を調査していることが分かる。グッズの行方を確認すると、不審な住宅があることが分かり、調査対象にする。その住宅に領兵を伴って調査のために押し入ると、クラスメイトだった加地がバンパイアの能力を使って魅了して放蕩三昧していた。戦闘になるが、手傷を負わせただけで逃げられてしまうが、後日その死体が発見された。被害に遭った女性の事後の状態が悪いこともあって後味が悪い結果となった。
第九章 一周年と……
ラファンの自宅へと帰還したナオが買い物に出かけると、ユキがついてきた。ユキはナオがハルカに指輪を贈りたいのではないかと揶揄うとともに店に同伴してアドバイスをした。ナオは白金とミスリルの合金のペアリングを贈ることにした。サイズがわからないというナオにユキは錬金術で『アジャスト』の機能を付与すると約束した。その交換条件的に、寿命が長くなって普通の人との結婚生活では問題が起きるけれど元々寿命が長いエルフのナオとなら価値観なんかを含めて問題がないので、自分の家族が欲しいユキとナツキとのこと考えておいてほしいと誘惑した。
ダンジョンの入り口に所有権表示の看板を建てた明鏡止水の一行は、ダンジョンに挑戦する前に、しばらく旅行していて鈍っている勘を取り戻すために、狩猟の日々を過ごすことにする。狩りで得た肉は孤児院に寄贈した。ダンジョンの二十層でボスであるレッド・タイラント・ストライク・オックスを斃して、ナオたちは二十一層に挑んだ。長い通路を抜けると二十一層には巨大な断崖絶壁とそこに流れ込む巨大な滝が待ち構えていた。崖にできている隧道を歩きながら状況を観察すると、行き止まりになっていて本格的に崖に対する対策が必要なことがわかり、ラファンに戻ることになった。
レッド・タイラント・ストライク・オックスから得た素材を処分することで資金的な余裕ができた明鏡止水の一行は、異世界転移とパーティの結成の一周年記念にパーティーをすることを企画する。パーティーの準備を兼ねて二週間の自由行動を設定した。
ナオとユキは、キノコなどの食材を採集するとともに、崖攻略のために用意した登山用具の評価を兼ねて、指輪に錬金術で『アジャスト』の機能を付与するために必要な鉱石を採掘した。ハルカは、旅行中に購入したコメを精米すべく籾摺り機の開発をトミーに依頼していた。同様にユキも登山用具の改良をトミーに依頼した。
パーティーでは、異世界に転移してからお世話になったラファンの人たちを招いた。この1年で知り合いお世話になった人たちに感謝の意を示した。パーティーでの話題として、コメが見つかったことから醤油や味噌、日本酒が作れるのではないかと盛り上がる。酒好きの関係者から日本酒に期待が集まった。宴が終わり、月明かりの下、ナオはハルカを呼び出して指輪を渡してプロポーズした。もっとも、いい雰囲気の中、その様子を隠れて覗いていたユキとナツキであったが、ユキが我慢しきれずナオとハルカの前に現れて揶揄って邪魔するととも祝福するのだった。
崖対策の準備をして再びダンジョンの二十一層に戻った明鏡止水の一行は、魔物に襲われるなどのトラブルに遭いながらも崖を下って行った。そんな中で、ナツキが落石で落下してしまう。ナオはナツキを救うべくナツキとともに落下していくのだった。
第十章 身の丈
轟音を立てて岩棚の上に落下する岩塊とともに落下していくナオとナツキをみて、ハルカは絶叫した。崖下を見ても滝からの飛沫で白い水煙しか見えない。ナオは自分から飛び出したのだから魔法で何とかするのではないかという気休めをいうトーヤをハルカは威圧した。しばらくして無事を伝える笛の音に安堵するも、転移魔法が使えなくなっていることがわかる。残されたメンバーは、ナオとナツキが自力で戻ってくる可能性を信じて、救援のための装備を確保するために出直すことにする。
ナツキに追いついたナオは、体を密着させて体勢を整えるとともに、ナオが減速のための魔法を、ナツキがそれを補助する魔法をかけ、崖下の川に何とか無事に着水した。岩に上陸して上を見上げるが、見えるのは滝の飛沫で白い霧に閉ざされた空。無事を伝える笛の合図を送るとともに、これからのことを二人は相談した。下流へ向かって移動を始めた二人を土石流が襲う。魔法で安全を確保するものの遠く下流に流された。
川から上がったナオとナツキは、森に入って野営をして交代で休みをとった。気丈にしていながらも不安を隠せないナツキは、いつもなら浄化してから使う寝具をそのまままにナオの温もりが残る寝床に潜り込んで不安を誤魔化した。森の中には、シャドウ・マーゲイ、トレント、シャドウ・バイパーといった隠密のスキルを持つ魔物が蠢いていた。二人は、それらを撃退しつつ、転移ポイントを目印にもと来た岩山の方に向かった。岩山付近で転移魔法がうまく使えないことに気づき、帰還方法を探るために岩山の調査を始めた。岩山の裾野に奇妙な穴を見つけた二人は、その穴を調べてみることにする。穴の先には、見慣れたボス部屋の先にある部屋と思われる小部屋とボス部屋に続くと思われる扉があった。宝箱の中のアイテムを回収し、ボスと思われる石像の攻撃を避けつつボス部屋の転移陣でダンジョンの外へ脱出した。
予想外に早期にダンジョンの外へ脱出できた二人は、ダンジョンの入り口に何も目印がないことから仲間がまだ帰還していないものと判断して、数日の間その場で待つことにする。ただ、その付近はダンジョンの中よりダンジョン周辺の動物や魔物の方が危険であることもあって、不安に思った二人は転移陣からの帰還ポイントを中心にした砦を構築した。砦ができてティータイムを楽しんでいると、帰還ポイントが光り仲間と合流できた。ハルカたちは、心配していた相手が先に脱出していてこともあろうかお茶をしている状況に腹を立てながらも再会に安堵するのだった。しかし、崖の事故によるパーティの分断は、パーティに少なくない影響を残していた。冒険者としての将来や、事故などの万が一の時の生活や、引退後の生活についてといった将来への不安である。
ラファンに戻ってきた一行を待っていたのは、トミーやガンツなどのパーティーに招いた人たちによる『酒はまだか！』という声だった。ダンジョンに再挑戦するにも準備や鍛錬が必要だし、期待させてしまったからには仕方がないと、酒造りに挑戦することにする。酵母の抽出と培養に成功すると、ガンツに報告した。しかし、いつの間にか話が大きくなっており、地下3階地上3階の巨大な醸造蔵を建て代官を巻き込んで地域産業にしたいといった話になっており、パーティが留守中の責任者としてディオラを巻き込むことにした。将来のためにも副業は必要だという話の流れで、その世界では結婚適齢期のユキやナツキが結婚や結婚後の子育てで冒険者として働けなくなった時のことをシモンに指摘されると、尽かさずナオがハルカとユキとナツキの3人を娶ってくれるから大丈夫とユキはナオを追い込むのだった。シモンは稼げる奴は複数の嫁がいるのは珍しくないし、必要なら相談に応じてやると、ナオを励ました。
第十一章 再始動

第十二章 新たな一歩と新しい命

第十三章 誰が為の……

第十四章 新たな道

連載中

## 主な登場人物
明鏡止水
主人公たちのパーティー。
ナオ/神谷尚史
エルフ。幼馴染みのハルカとの心理的距離が近すぎて、恋愛感情以前にハルカがずっと自分の側にいてくれると信じて疑っていなかった節がある。クレヴィリーでパーティーに出席したことを機にハルカへの気持ちにけじめをつけて、指輪を用意してプロポーズする。ユキとナツキからのアプローチに圧倒され、3人を娶ることをハルカが否定しないうえに知人達の間で既成事実化されていることに困惑している。
ハルカ/東悠
しっかり者の乙女というより男前の優等生。もともと長身の美人であったが、合気道を学んでおり、ナンパしてきた男を追い払った武勇伝に事欠かない。パブリックな場面とプライベートをきっちりと使い分け、当たり障りのない広い交際がある一方で、本当に親身になって対応するのはごく少数の特別な相手のみである。
幼馴染の尚史が、きっとエルフを選択するからと予想して、自分もエルフを選択した。尚史とは家が隣同士であったこともあって、日本にいる時から深夜まで尚史の部屋に入り浸ったり、尚史に料理を振舞ったりするなど、幼馴染から嫁へのステップアップを狙っていた。同性の友人としては、高校入学後は夕紀と那月と一緒にいることが多かったが、異世界転移後に合流したユキとナツキに一夫多妻が許される世界だから二号さんでいいので人生設計の実利的にナオを共有しようといわれて困惑している。異世界に転移して1年、ようやくナオからプロポーズされ、人生設計の次の段階に思いをはせている。
トーヤ/永井知哉
尚史と悠の幼馴染み。『獣耳の嫁』が欲しいからと、狼系の獣人種族を選択した。尚史とは、よく一緒に悪ふざけをして、尚史と知哉のセットで悠に叱られるといった仲である。ヘルプはとらなかったので地雷スキルのデメリットに気づかなかったが、自分の考える獣人を優先してスキルをとったので地雷スキルをとらずにすんだ。
ユキやナツキから、トーヤが責任を取るといって拾ってきたのだから、メアリとミーティアを自分の嫁にとって責任を果たすか、メアリとミーティアの保護者として責任をとって相手を見つけて嫁に出すか、どちらにしても本人たちの意思を尊重して責任を取ってやれと責められている。
ユキ/紫藤夕紀
悠と那月の親友。那月とは小学生時代からの幼馴染。「スキル強奪」でスキルを強奪された経験があり、一般の人間より長寿になっている。ちょっとお調子者なところがあるかわいい系の美人で、小柄で社交性が高く、人当たりが良い。ヘルプをとらなかったので、地雷スキルのデメリットに気づかなかったが、人のスキルを奪うのは良心が咎め、ポイントの少ないスキル強奪ではなくスキルコピーを選び、ナツキに早めにスキルのデメリットを教えてもらい地雷にはまらずすんだ。異世界転移前から悠に遠慮しつつも尚史に対して淡い憧れを持っていたようで一夫多妻が可能な社会であることを幸いとして、ナオにハルカ・ユキ・ナツキの3人をまとめて娶るように何か機会がある度に圧力をかけている。ナオがハルカとの結婚を決意したことを察すると、ナオが婚約指輪を用意するのに協力している。もっとも、ナオがハルカにプロポーズしていい雰囲気になっている時に自分たちの存在も忘れるなと邪魔してダメ押しして、ハルカに恨まれた。
ナツキ/古宮那月
悠と夕紀の親友。実家は富裕な旧家で、薙刀や合気道をたしなんでいた。「スキル強奪」でスキルを強奪された経験があり、一般の人間より長寿になっている。育ちの関係で一見すると大和撫子的な外見でお淑やかそうに見えるが、しっかり者のリアリストでキツい攻撃的な面もある。ナオに対しては、一歩引いたところがある。
日本にいた時は比較的病弱で、入退院や学校を休むことを繰り返しており、武道も体力増進の目的でやっていた。異世界転移する際に取得したスキルに「頑強 Lv.4」、「病気耐性」、「毒耐性」、「薬学 Lv.3」などが含まれているぐらいで、体力や健康には思うところがあったようである。
メアリ、ミーティア
虎系の獣人の姉妹。ケルグで起きたサトミー聖女教団にまつわる騒乱で放火によって焼き出されて重度の火傷を負って倒れているところをトーヤに拾われた。同族で嫁ぎ先を見つけることが難しいことから、父親に「養ってくれる相手を捕まえろ。時には力で」と言われていたらしい。真面目で自立心が高く、ナオ達によって生活が改善されたことと指導があったことで、同年齢の子供と比べると高い実力を有するまでに成長している。
翡翠の羽
外伝の主人公となるパーティー。サールスタットで治療院を開く一方で、オークを専門に狩って路上でオークを解体していたことから、「オーク・イーター」の二つ名がつく。あまりに理想から遠い二つ名に別のものに変えてほしいと願っている。生活の安定を求めてキウラに引っ越した。強姦魔に容赦がないことでも知られる。
ヨシノ/喜多村佳乃
「天使のようなドＳ(エンジェリック・サディスト)」……腕のいい治療師だが、患者からはサディストに見える風評被害。
カホ/川渕歌穂
獣人。「小さな処刑人(リトル・エクセキューショナー)」……オークの首狩りが有名になった風評被害。
サエコ/山村紗江子
エルフ。「深紅の抹消人(クリムゾン・エミリネーター)」……火属性の魔法行使による風評被害。
その他クラスメイト
一緒に異世界に転生したクラスメイトは男女各16名の32名。そのうち少なくとも7 - 8名(ラファンで4 - 5名、サールスタットで3名)は「スキル強奪」のスキルで自滅している。
ヤスエ/梅園安江
ケルグの定食屋のオーナーシェフの妻。スキルの地雷にはまって荒れていたところを現在の夫であるチェスターに拾われて結婚し、男の子を産んだ。しかし、スキルの反動で免疫が弱かった子供がグレスコ熱に罹ってしまう。
トミー/若林豊
ドワーフ。元々は小柄で線が細かったが渋い感じになりたいとドワーフを選択した。異世界転移後に一緒になった仲間がスキルのデメリットで自滅してしまい行き倒れになっているところをナオ達に救われた。ナオ達に社会の厳しさを諭され、ラファンで地道に生きることを覚悟する。トーヤの応援もあって、鍛冶師として弟子入りした後は、ナオ達からの難しい発注に振り回さながらも、鍛冶師としての生活に満足している。
田中、高橋
最初に若林と行動を共にしていたメンバー。盗賊に襲われている馬車を見つけてイベント発生と喜び勇んで参戦するものの、田中は木の棒だけで立ち向かって死亡、それを見た高橋が魔法スキルを暴走させて盗賊を巻き込んで自爆して死亡し、若林だけが生き残る結果となった。
岩中、徳岡、前田
ラファンの南側で活動していた冒険者。スキルの地雷部分を知らず、表面的な優越感に浸っていた。ラファンの低ランクの冒険者の常として南側の森で活動する林業関係者や農業関係者の護衛をしていた。買春で散財していたこともあり、ついには盗賊にまで身を落とした。最期はナオ達のパーティーに討伐された。
サトミー/高松聡美
サトミー聖女教団の聖女。サトミー聖女教団を立ち上げてスキルで洗脳して名前ばかりの聖水などを連鎖販売取引で販売していた。サトミー聖女教団解体の騒乱の最中トーヤに逮捕されるが、イリアスの護衛で領兵が減った隙に、牢から脱獄して逃亡した。
加地
バンパイア。サトミー聖女教団の黒幕として、放蕩三昧をしていた。
サイ/山井賢
(書籍版のみ)ダンジョンで稼ぐためにアドニクス、マルコス、ルーカス、テザスのパーティーに入ってケルグから迷宮都市に出掛けた。ダンジョン内で罠にかかって孤立したところで同様に孤立していたエステルと出会い臨時のパーティーを組む。
橋本
(コミック版のみ)「英雄の資質」のスキルでトラブルに巻き込まれやすい体質になっている。
ラファンの人々
ディオラ・メレディス
普段はギルドの受付嬢をしているギルド副支部長。美人と言うほどでは無いが、好感が持てる感じの面倒見がいい勝気なお姉さん。ディンドルが好物である。
十代で結婚して子供がいるのが珍しくない社会で、結婚適齢期が過ぎようとしている男爵家の一人娘ではあるが、母親が側室であるのと男爵家の正妻がもう出産が無理な年齢でも諦めていないため立場が微妙になっている。結婚願望はあるので多少焦っていて、冗談交じりにナオに求婚してハルカに阻まれたことがある。
マークス
元ランク八の冒険者であるギルド支部長。
ガンツ
ラファンの街の武器屋。鍛冶師でトミーの師匠。
アエラ
ナオ達がコンサルタントした食堂のオーナーシェフ。ハルカと比べて年上なのに少女にしか見えない外見に多少コンプレックスを持っている。
ルーチェ
アエラの親友。アエラの店の給仕をしている。
シモン
アエラの店の改修やナオ達の家の建築をした大工の棟梁。
ジョセフ・フェイダー
ラファンの代官。
イシュカ
アドヴァストリス神殿の神官長兼、神殿に併設されている孤児院の院長。部下に、正神官のアンジェ、神官補佐のセイラ、神官見習いのシドニーとケインがいる。
ジェイ、ピータ、キセ
ナオ達の醸造所で働く若者。お酒に期待しているガンツ、シモン、そしてディオラの3人に釘を刺されて、失敗したら後がない状態で働いている。
リーヴァ
(書籍版のみ)ラファンの街の錬金術師。書籍で独学していたハルカやユキにとって錬金術師の師匠的な存在になっている。
ケルグの人々
ケトラ
ギルドの受付嬢。
ウィリアム
ギルド支部長。
チェスター
定食屋のオーナーシェフでヤスエの夫。
サイラス
ギルド支部長の護衛を引き受けることもあるランク六の冒険者。
フレディ
中堅の冒険者。不慣れな新人冒険者に吹っ掛けて酒をおごらせつつ、自分の経験談で説教する傾向がある。
ピニングの人々
ヨアヒム・ネーナス
ラファンやケルグを含む一帯を領有しているレーニアム王国の子爵位の貴族。
サフィア・ネーナス
ヨアヒム・ネーナスの妻。
イリアス・ネーナス
ヨアヒム・ネーナスの長女。ディオラの従姉妹でもある。
アーリン、ケトラ
イリアス・ネーナスの侍女。
ビーゼル
ネーナス子爵家の執事。
サジウス
領兵の指揮官。
エカート
結婚式への使節の護衛隊長。
ヴァルム・グレの人々
ランバー・マーモント
ヴァルム・グレを含む一帯を領有しているレーニアム王国の侯爵位の貴族。威圧感を放つ巨漢の熊の獣人。サルスハート流道場の師範でもある。
複数の妻と、複数の子がいる。そのうち、第一夫人であるエミーレとの間に嫡男であるレイモンをもうけていて、その妹がアルトリアになる。
ナオとハルカがイリアスの護衛としてダイアス男爵夫妻の結婚式に出席している際に、アーレ・グノス男爵の長子であるパーノ・グノスに絡まれていたのを、スライヴィーヤ伯爵家を代表してきていたアーランディ・スライヴィーヤとランバー・マーモントが助けた。その縁もあってナオたちがヴァルム・グレを訪れるきっかけとなった。
アルトリア・マーモント
サルスハート流道場の師範代。艶やかな黒髪が印象的な女性。領主の娘であるが、母親に似て狼系の獣人である。愛称はリア。トーヤはサルスハート流に入門する際に彼女を気に入って、一緒にいられる機会を逃さないように毎日道場に通っていた。
シャリア、アーニャ、タニア
ナオがギルドで出会った女性3人組の新人パーティ。
シャリアは、犬か狼のピンと耳の立った白い髪の獣人で片手剣を使う戦士。アーニャは、先がちょっと折れ曲がったパグのような耳の獣人で両手剣を使う戦士。タニアは、薄茶色の髪の猫の獣人で斥候。
マルコム
サルスハート流道場の先輩格。大柄で筋肉質な熊系の獣人。
ガッド
サルスハート流道場に通う少年。少し短い尻尾と垂れめの耳の犬系の獣人。トーヤの入門時にトーヤを格下と判断して突っかかって、その後の手合いでトーヤにのされた。　　　　　
キウラの人々
オーニック
(書籍版のみ)キウラを含む一帯を領有している男爵位の貴族。キウラの主要産業がオーク肉の加工・販売であることから二つ名が「オーク男爵」。
サーラ
(書籍版のみ)ギルドの受付嬢。
ダムロス
(書籍版のみ)オーニック男爵の部下である準士爵位の貴族。態度が尊大で体臭が臭い。
ニコラス
(書籍版のみ)オーニック男爵が派遣した土地開発の専門家。
レジナの人々
ラザラス
(書籍版のみ)村長。息子のボアスがサエコを強姦しようとして撃退されたのを風習だと言ってもみ消そうとしたことで、領主であるオーニック男爵により親子ともども追放された。
デール
(書籍版のみ)もともとは猟師であったが、翡翠の羽が虐殺したゴブリンの死体の山を処理する過程で公平なリーダーとして認識されたことで村長に推挙された。

## 用語・世界観
神々
神界に複数の神々が存在する。
アドヴァストリス
「淀んだ水は腐る。〝世界〟を揺り動かすのは神の仕事」として異世界転移を実行したトリックスター。
ベルフォーグ
ラファンに神殿がある。
ウェスシミア
ケルグにあるウェスシミアの神殿にある墓地にメアリとミーティアの父親が弔われた。
オーファー
褐色の肌を持ち、長い銀髪をポニーテールに纏めた女神。書籍化記念SS「邪神様がみてる」に登場。
イグリマイヤー
書籍化記念SS「邪神様がみてる」に名前だけ登場。神獣を飼っている。
地雷スキル
アドヴァストリスが要望に応えて追加したスキル。一見強力だが実は大きなデメリットがあり、ヘルプがあればデメリット部分の解説が読める。ヘルプなしでも「チートはない」と念押しされていたので警戒して取らなかったクラスメイトもいる。アドヴァストリス曰わく「バランスを取っただけ」で別に騙す意図はなかったというものの、過大な力を与えて早期に愚か者を自滅させて生まれ変わりで別の人生を歩ませる意図はあった。追加したスキル全てが地雷なわけではなく便利なものもある。
スキル強奪
対象の持つスキルをレベルそのままですべて奪える。スキルコピーと違ってスキルを指定する必要は無い。使用者が死亡すると奪ったスキルは返却される。デメリットは寿命の4%×奪ったスキルレベルの合計を対象に譲渡する。レベルの無いスキルはレベル5と扱う。ナツキは所有者を「寿命をくれるボーナスキャラ」と言っている。
スキルコピー
対象のスキル名とレベルを指定してスキルをレベル1でコピーできる。スキル強奪と違って対象のスキルに影響は与えない。デメリットはコピーしたスキルはレベル1の状態で封印状態になり、コピー元の人物にスキルの手ほどきを受けないと解除されない。レベルの無いスキルはコピーできない。
取得経験値2倍
得られる経験値が2倍になる。デメリットは習熟に必要な経験が10倍になる。デメリットだけでメリットがないように見えるがアドヴァストリスは「誰も気づかなかったが使い方によっては有効」と言っている。
取得経験値10倍
得られる経験値が10倍になる。デメリットは習熟に必要な経験が10倍になる。要望されて追加したのではなく取得経験値2倍のついでにと言って追加されている。
英雄の資質
訓練と努力次第で英雄になり得る素質。デメリットはトラブルに巻き込まれやすくなり、常に命の危険を伴う。地雷スキルの中でも周囲まで巻き込む危険なものでナオたちは関わらないようにしている。
魔法素質・全属性
すべての種類の魔法を習得し得る素質。デメリットはすべての魔法の習得難易度が何倍にも跳ね上がる。
魔力・極大
その身に膨大な魔力を宿す。デメリットは体力や耐久が極端に低くなり、魔力の操作が非常に困難になる。
魅了
異性を魅了し強く惹きつける。外見は変わらない。デメリットは魅了する対象を選ぶことはできないうえに、魅了した相手は強い独占欲を発揮し、自分だけのものにしようとする。
蟒蛇（うわばみ）
酒に酔いにくくなる。デメリットは酔わないだけでアルコールの欠点が無くなるわけではない。加減が解らなくなる可能性もあるので、急性アルコール中毒や、アルコール依存症には注意する必要がある。
美白
日焼けしにくい白い肌が手に入る。デメリットは色素が薄いので、日光に弱く赤くなりやすい。
その他のスキル
ヘルプ
アドバイスや説明が表示される。説明だけ見てキャンセルするのを防ぐため、一度チェックを入れると外せない。キャラメイク時だけではなく、転移した後も多少の説明やアドバイスを受けることができる。
異世界の常識
異世界の常識を理解した状態で転移する。要望されて追加したスキルだが地雷ではない。

## 既刊一覧

### 小説
- いつきみずほ（著）・猫猫猫（イラスト） 『異世界転移、地雷付き。』 KADOKAWA〈ドラゴンノベルス〉、既刊12巻（2025年3月5日現在）
  1. 2019年2月5日発売[11]、ISBN 978-4-04-073069-1
  2. 2019年6月5日発売[12]、ISBN 978-4-04-073070-7
  3. 2019年12月5日発売[13]、ISBN 978-4-04-073410-1
  4. 2020年7月4日発売[14]、ISBN 978-4-04-073707-2
  5. 2021年4月5日発売[15]、ISBN 978-4-04-074044-7
  6. 2021年12月3日発売[16]、ISBN 978-4-04-074335-6
  7. 2022年6月3日発売[17]、ISBN 978-4-04-074554-1
  8. 2023年3月3日発売[18]、ISBN 978-4-04-074895-5
  9. 2023年9月5日発売[19]、ISBN 978-4-04-075112-2
  10. 2024年2月5日発売[20]、ISBN 978-4-04-075330-0
  11. 2024年9月5日発売[21]、ISBN 978-4-04-075598-4
  12. 2025年3月5日発売[22]、ISBN 978-4-04-075821-3

### 漫画
- いつきみずほ（原作）・猫猫猫（キャラクター原案）・レルシー（作画） 『異世界転移、地雷付き。』 KADOKAWA〈角川コミックス・エース〉、既刊2巻（2021年4月26日現在）
  1. 2020年6月26日発売[23][24]、ISBN 978-4-04-109224-8
  2. 2021年4月26日発売[25]、ISBN 978-4-04-111098-0